# IBM 7950

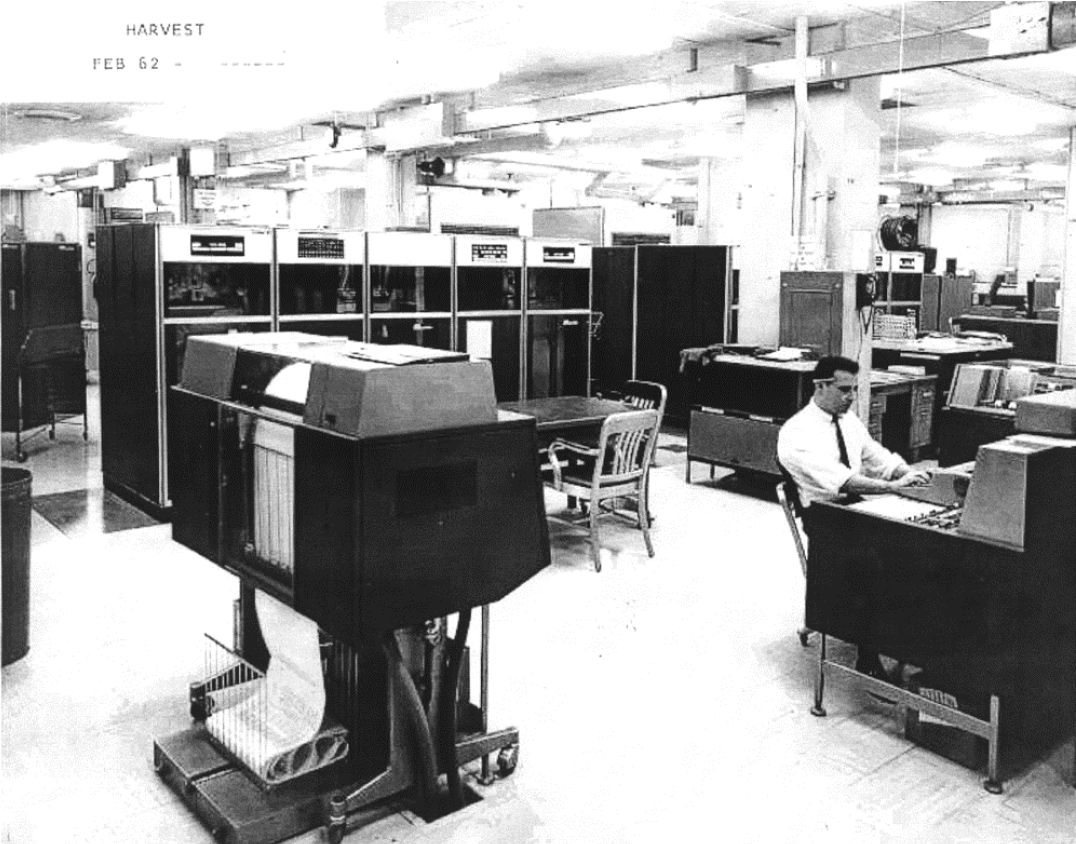
IBM 7950 HARVEST

IBM 7950 はアメリカ国家安全保障局 (NSA) に納入されたシステムで、IBM 7030 (Stretch) に特別な周辺装置を付加したものである。Harvest とも呼ばれる。IBMが構築し、1962年に納入され、1976年まで10年以上にわたり運用された。暗号解読向けに設計されている。

## 開発
1958年4月、IBMのStretchをNSA向けのカスタマイズしたバージョンの最終設計案が承認され、1962年2月に実機が納入された。James H. Pomerene が設計し、ニューヨーク州ポキプシーで構築した。電子回路（Stretchと同様、トランジスタで構成）はStretchの2倍の規模のものがStretch本体に付加された。若干の命令の追加が行われており、アーキテクチャ的にもStretchより拡張されている。
NSAによる評価では、当時の市販のコンピュータに対して50倍から200倍（タスクの種類による）の性能を発揮したという。

## アーキテクチャ

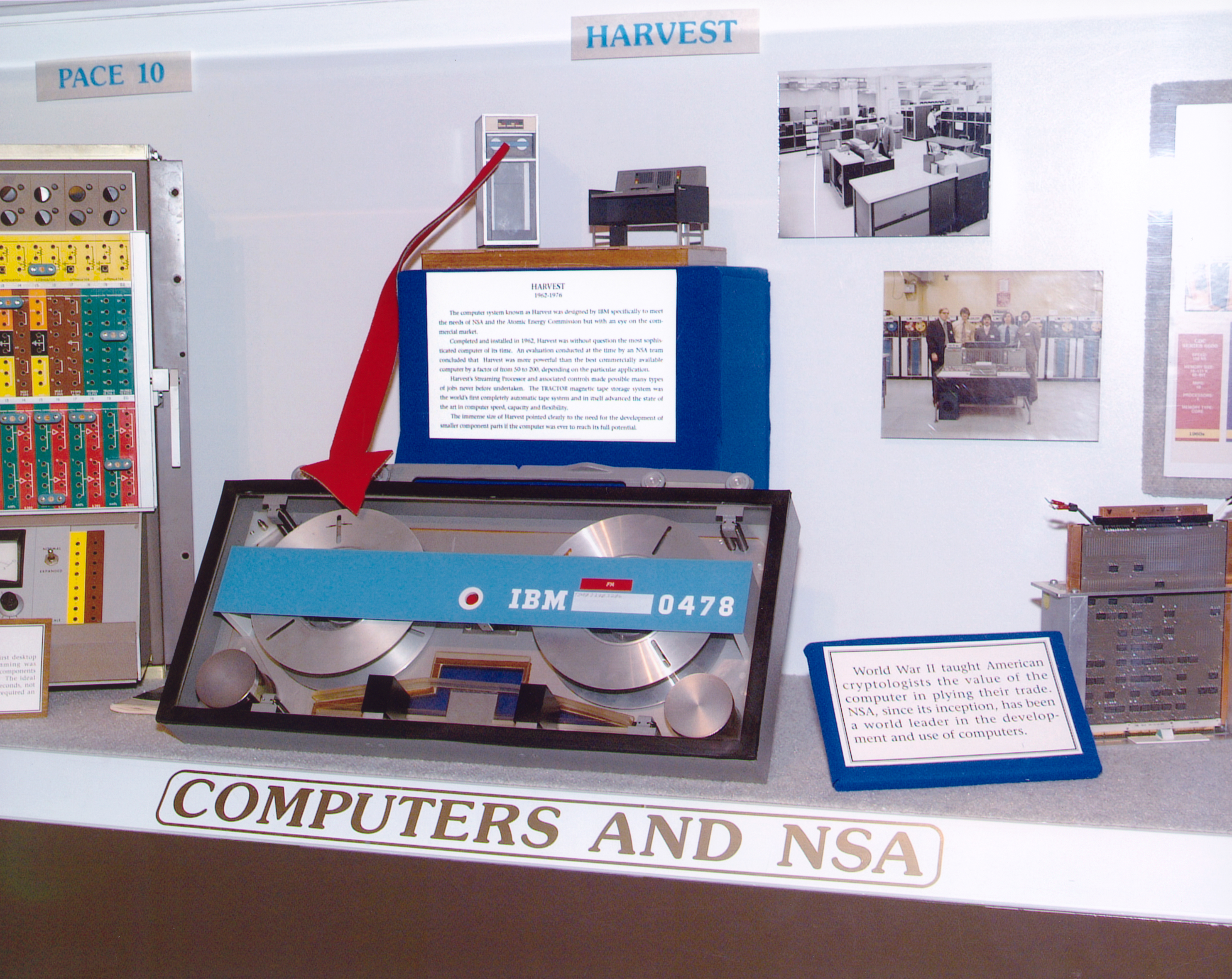
HARVEST用磁気テープカートリッジ

Stretchに追加された特製周辺機器として以下のものがある。
- IBM 7951 - ストリーム・コプロセッサ
- IBM 7952 - 高性能磁気コアストレージ
- IBM 7955 - 磁気テープシステム Tractor
- IBM 7959 - 高速I/O交換器

ストリーム・コプロセッサにより、毎秒300万文字を処理できた。
Tractor 磁気テープシステムは当時としては珍しい機能を備えていた。1.75インチ (44mm) 幅の磁気テープをカートリッジに収めたものを媒体とし、6台のドライブを備え、ライブラリから自動的にカートリッジを取り出してドライブに装着し、自動的にライブラリに戻すことができる。転送速度とライブラリ機構の性能はうまく調整されており、2つのテープからデータを読み取りつつ、3本目のテープには書きこむことができ、その間に残り3台のドライブのカートリッジ換装が可能となっていた。

## プログラミング
Harvestの最も重要な運用モードとして setup モードがある。数百ビットの情報でプロセッサを設定すると、最大2つのストリームとしてメモリからデータを読み込み、処理結果を別のストリームとしてメモリに書き戻す。2つのバイトストリームは結合され、テーブル内のデータ検索や様々な値の出現頻度を求めるのに使われる。個々の値は1ビットから16ビットまで任意の幅で任意の境界で配置でき、多段階に入れ子になったループで繰り返し読み込むこともできる。
AlphaとBetaという2つのプログラミング言語が Harvest 専用に設計され、Alphaはマシン納入時にコンパイラとして提供された。

## 用途
マシンの用途の1つは、監視リストにあるキーワードを全文検索することだった。海外の暗号を解読した700万以上の文書から7,000以上のキーワードを4時間で検索する能力があった。
また、Rye というシステムで拡張されてHarvestにリモートアクセスできるようにし、暗号解読そのものにも使われた。1965年のNSAの報告によれば「RYEは暗号解読システムを利用できる機会を増やし、危険な状況を突き止めることを可能にした。手作業では数時間から数日かかっていたものが、マシンを使うことで数分で解読できるようになった」という。Harvestは解明済みの暗号システムの解読にも使われた。先述の報告では「解明済みシステムの多数のメッセージの解読も、このシステムで定期的に行っている」と記している。
HarvestはNSAで1976年まで14年間使われ続けた。退役となった原因の1つは、Tractor の代替部品の入手が困難になったためである。IBMはそのアーキテクチャを最新テクノロジーで再実装することを辞退した。